# Proskynetarion

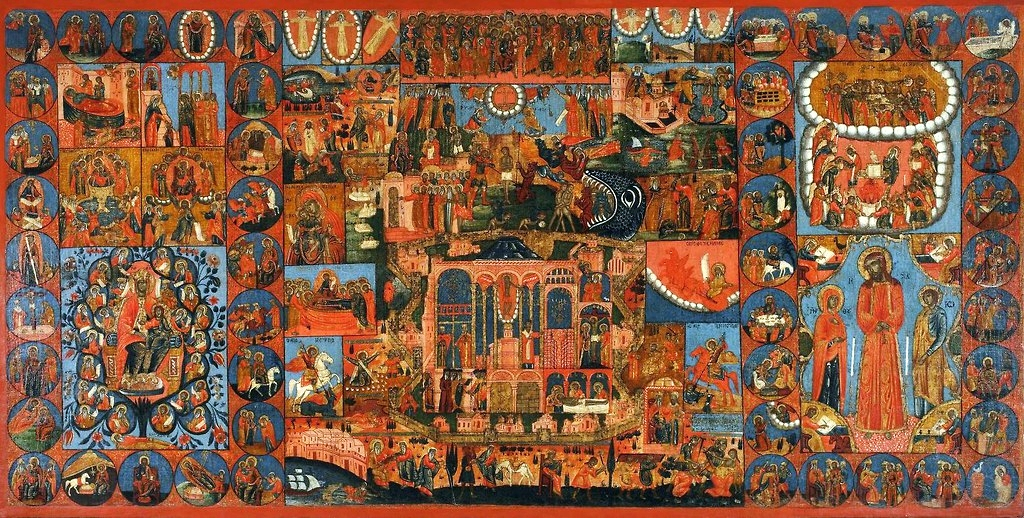
Proskynetarion de Varsovia (icono de recuerdo de peregrino, c. 1795), Museo Nacional de Varsovia.

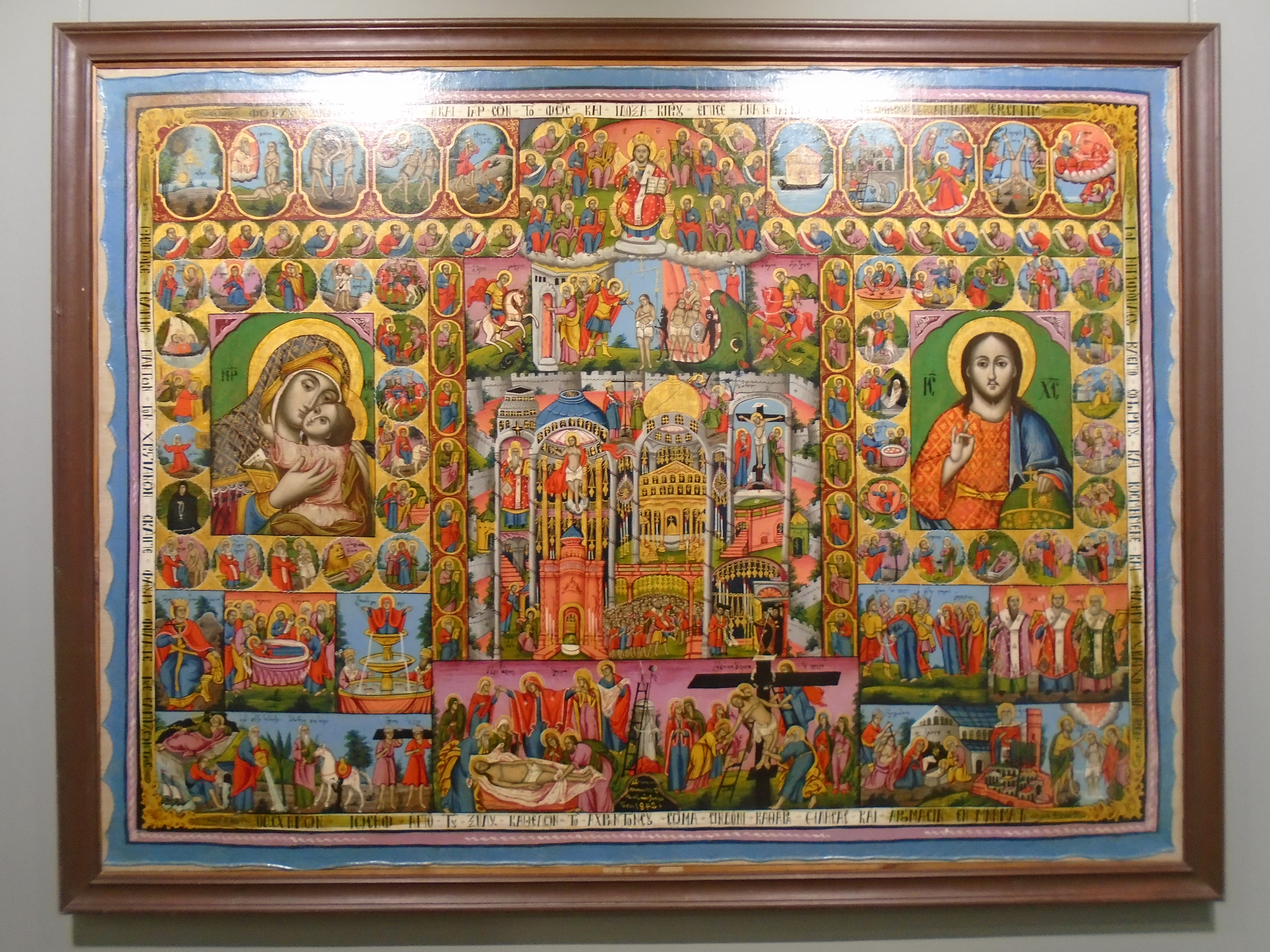
Proskynetarion de 1842.

Un proskynetarion (en griego: προσκυνησις, "oratorio" o "lugar de culto", y en plural, proskynetaria, de προσκύνησις, proskynesis, lit. 'beso a algo') es un término que sugiere adoración y reverencia con varias aplicaciones concretas.

## Icono monumental
Es un icono monumental, por lo general de Cristo, la Virgen o del santo patrón de una iglesia. Era colocado separando las partes de un templón en la iglesia bizantina. Solía estar hecho de mosaico o al fresco en un marco de mármol. Las proskynetaria de los santos patronos estaban a menudo en el nártex o en las paredes de la nave.

## Guía del peregrino a Tierra Santa

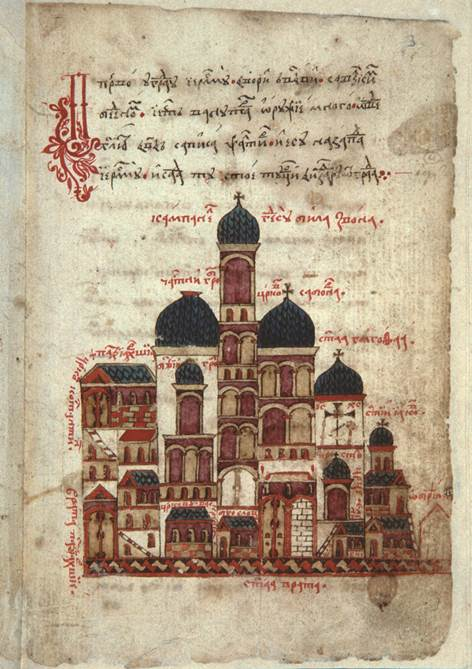
Página de un proskynetarion (guía del peregrino) serbio de 1662 que muestra la Iglesia del Santo Sepulcro de Jerusalén.

Los proskynetaria fueron también un género de guías de viaje de peregrinos cristianos ortodoxos a Tierra Santa, que aparecieron a mediados del siglo XVII y florecieron durante el siglo XVIII. Los libros, generalmente de pequeño formato y redacción accesible, servían como sugerencias prácticas de itinerarios, con descripciones de los lugares de peregrinación en Palestina, y eran escritos por peregrinos o por escritores que reciclaban material de obras ya existentes.

## Icono de recuerdo para los peregrinos de Tierra Santa
Solían ser iconos de gran tamaño pintados sobre lienzo y vendidos como recuerdo a los peregrinos cristianos ortodoxos a Tierra Santa. Representaban una visión topográfica de los lugares santos cristianos, con la ciudad amurallada de Jerusalén y la iglesia del Santo Sepulcro situadas en el centro. Representaban el género visualmente más atractivo de la floreciente industria local de iconos de finales del período otomano. Los artistas palestinos del siglo XIX dominaban la producción de recuerdos para peregrinos también en Egipto y Siria. Posiblemente creados por primera vez en la segunda mitad del siglo XVII, el ejemplar más antiguo que se conserva entre los varios centenares que han sobrevivido es de 1704. En la primera mitad del siglo XIX, el modelo cambió, sustituyendo la representación topográfica por un mosaico de iconos, todavía centrados en la iglesia del Santo Sepulcro y en la ceremonia del Fuego Sagrado, pero rodeados de escenas de la vida de Cristo y del Himno Acatisto de la Theotokos.
En la iglesia ortodoxa se han seguido utilizando proskynetaria a lo largo de los siglos. Un proskynetarion  de 1793 con La peregrinación de Demetrio a Tierra Santa, se conserva actualmente en el Museo Bizantino y Cristiano de Atenas. Las impresiones baratas anunciaron la muerte de las proskynetaria pintadas, a finales del siglo XIX.

## Lugar u objeto de culto islámico
Como término bizantino poco común con el significado de "oratorio" o "lugar de culto", fue utilizado para designar lugares u objetos de culto islámicos.